# Kamil Kopúnek
Kamil Kopúnek (Trnava, 18 mei 1984) is een Slowaaks betaald voetballer die doorgaans als verdedigende middenvelder speelt. Hij tekende in september 2018 bij AS Bisceglie, dat hem transfervrij inlijfde. Kopúnek debuteerde in 2006 in het Slowaaks voetbalelftal.
Kopúnek stroomde door vanuit de jeugd van FC Spartak Trnava, waarvan hij in oktober 2009 aanvoerder werd.

## Clubstatistieken
| Seizoen | Club                 | Competitie              | Wedstrijden | Doelpunten |
| ------- | -------------------- | ----------------------- | ----------- | ---------- |
| 2002/03 | FC Spartak Trnava    | Corgoň Liga             | 10          | 2          |
| 2003/04 | FC Spartak Trnava    | Corgoň Liga             | 8           | 0          |
| 2004/05 | FC Spartak Trnava    | Corgoň Liga             | 27          | 1          |
| 2005/06 | FC Spartak Trnava    | Corgoň Liga             | 32          | 4          |
| 2006/07 | FC Spartak Trnava    | Corgoň Liga             | 21          | 1          |
| 2007/08 | FC Spartak Trnava    | Corgoň Liga             | 27          | 1          |
| 2008/09 | FC Spartak Trnava    | Corgoň Liga             | 25          | 1          |
| 2009/10 | FC Spartak Trnava    | Corgoň Liga             | 31          | 1          |
| 2010    | → FK Satoern         | Premjer-Liga            | 7           | 0          |
| 2010/11 | AS Bari              | Serie A                 | 5           | 0          |
| 2011/12 | AS Bari              | Serie B                 | 13          | 0          |
| 2011/12 | Slovan Bratislava    | Corgoň Liga             | 14          | 0          |
| 2012/13 | Slovan Bratislava    | Corgoň Liga             | 21          | 0          |
| 2013/14 | Ravan Bakoe          | Premyer Liqası          | 11          | 0          |
| 2014/15 | Szombathelyi Haladás | NB I                    | 7           | 0          |
| 2014/15 | FC Zbrojovka Brno    | 1. česká fotbalová liga | 6           | 0          |
| 2015/16 | FC Tatabánya         | NB III                  | –           | –          |
| 2016/17 | FC Tatabánya         | NB III                  | –           | –          |
| 2016/17 | Törökbálinti TC      | ...                     | –           | –          |
| 2017/18 | FK Poprad            | 2. Liga                 | 21          | 0          |
| 2018/19 | FK Poprad            | 2. Liga                 | 1           | 0          |
| 2018/19 | AS Bisceglie         | Serie C                 | –           | –          |

## Interlandcarrière
Kopúnek behoorde van 2006 tot en met 2012 tot het Slowaakse nationale team, maar was daarin meestal een reservespeler. In die functie nam bondscoach Vladimír Weiss hem ook als een van zijn 23 selectiespelers mee naar het WK 2010. Daar kwam Kopúnek in de derde groepswedstrijd tegen Italië voor het eerst in actie, toen hij in de 87e minuut inviel voor Zdeno Štrba. Twee minuten later scoorde hij de 3–1 voor Slovenië in de uiteindelijk met 3–2 gewonnen wedstrijd. Mede door zijn doelpunt won de Slowaakse ploeg niet alleen de wedstrijd, maar ging die ook door naar de achtste finale, in plaats van Italië. Kopúnek viel in die achtste finale tegen Nederland (2–1 verlies) in de 71e minuut in voor Erik Jendrišek.